# 椎名真晝
椎名真晝（日语：／）是創作的輕小說作品《關於我在無意間被隔壁的天使變成廢柴這件事》的女主角。該角色在《這本輕小說真厲害！》女性角色部門自2022年版起，連續4年獲得第1名。

## 作中設定
椎名真晝在考試中總是名列前茅，運動神經也十分出色。她既是文武雙全的人才，又擁有學年第一美少女的外貌，並對所有人都非常親切，因此她在學校裡被稱為「天使大人」。儘管真晝看似無所不能，實際上這一切都是她在背後努力的結果。
她的名字「真晝」來自於父親「朝陽」和母親「小夜」的名字。父親朝陽給她取了這個名字，意思是「早晨和夜晚之間的中午」。真晝並未與父母同住，從未受到父母的愛護，因此對愛情極度渴望，她對那些僅僅因為她的外貌而接近她的異性非常反感。
真晝與同班同學藤宮周住在同一棟公寓的隔壁，兩人最初因互相分食而產生互動，隨著時間推移，交流逐漸加深，甚至會在同一個房間內一起用餐。

## 人物設定
作者基於「創造自己也能喜歡上的角色」的想法，將細心照顧他人且可靠的性格與自我放縱的性格結合起來，這成為了角色設定的原型。根據作者的說法，「周和真晝看似性格相似，但他們的成長背景卻完全相反」，周從小受到父母的寵愛，而真晝的成長背景則充滿了困難。作者在構思劇情時，曾苦思如何描寫真晝的過去，以便讓她的成長背景更具負面情感。最初的構想甚至比現在的設定更黑暗，但擔心劇情過於沉重，最終做出了適當調整，使角色的情感表達稍微克制一些。

## 發展
2019年6月，GA文庫在YouTube頻道上公開了《關於我在無意間被隔壁的天使變成廢柴這件事》的宣傳影片，旁白由石見舞菜香（聲演椎名真晝）擔任。改編電視動畫於2023年1月起播出，在動畫中石見舞菜香擔任椎名真晝的聲優。
石見舞菜香表示，在演出「周和真晝互相產生好感的過程」時，她並未刻意去強調什麼，因為台詞和表情隨著劇情的發展自然地發生變化。她專注於真晝在與周的互動中逐步縮短距離，並真實地表現出真晝的情感變化。石見還透露，在配音過程中，導演有時會給她一些具體的指導，如「稍微加點小惡魔的感覺」，或是「稍微妖艷一些」，這些指示讓她能夠呈現出真晝的全新一面，並享受這個過程中的樂趣。

## 迴響
書評家兼作家指出，在本作的電視動畫播出後，原作輕小說的排名逐漸上升。他認為主要的原因是椎名真晝的可愛魅力吸引了大量動畫粉絲，這些粉絲對真晝產生了強烈的興趣，因此想要更深入了解這位女主角，從而開始購買原作輕小說。
椎名真晝在《這本輕小說真厲害！》女性角色部門中，自2020年版起連續6年獲得前10名，自2022年版起連續4年獲得第1名。
| 年份 | 獎項                   | 部門         | 名次  | 備註         |
| ---- | ---------------------- | ------------ | ----- | ------------ |
| 2019 | 這本輕小說真厲害！2020 | 女性角色部門 | 第8名 |              |
| 2020 | 這本輕小說真厲害！2021 | 女性角色部門 | 第2名 |              |
| 2021 | 這本輕小說真厲害！2022 | 女性角色部門 | 第1名 |              |
| 2022 | 這本輕小說真厲害！2023 | 女性角色部門 | 第1名 | 連續2年第1名 |
| 2023 | 這本輕小說真厲害！2024 | 女性角色部門 | 第1名 | 連續3年第1名 |
| 2024 | 這本輕小說真厲害！2025 | 女性角色部門 | 第1名 | 連續4年第1名 |

在《アニメ！アニメ！》於2023年2月進行的「在2023年冬季動畫中，一見鍾情的角色是？」讀者調查中，椎名真晝獲得了第1名。同一網站於2024年4月進行的「石見舞菜香演出過的角色中最喜歡的是哪一位？」讀者調查中，椎名真晝再次獲得了第1名。根據「MyAnimeList」2023年度的統計，椎名真晝在最受歡迎角色中排名第8名。在網站「Anime Trending」公布的「2023冬季動畫獎」中，椎名真晝也獲得了女性角色部門的獎項。

## 腳註
1. 1 2  . コミックナタリー (ナターシャ). 2022-01-04  [2024-11-23]. （原始内容存档于2022-01-05） （日语）.
2. 1 2 3 4 5 6  . サブカルウォーカー. 2023-01-24  [2024-11-23]. （原始内容存档于2024-09-21） （日语）.
3. ↑  このラノ2021 (2020)，第22頁.
4. ↑  佐伯さん. . 著者のマイページ. ヒナプロジェクト. 2019-09-30  [2024-11-23]. （原始内容存档于2024-08-15） （日语）.
5. ↑  このラノ2020 (2019)，第41頁.
6. ↑  このラノ2024 (2023)，第52頁.
7. 1 2  . .   [2024-11-23]. （原始内容存档于2024-09-21） （日语）.
8. 1 2  . アニメイトタイムズ. 2023-03-24  [2024-11-23]. （原始内容存档于2024-09-21） （日语）.
9. ↑  . リアルサウンド. 2023-05-24  [2024-11-23] （日语）.
10. ↑  このラノ2020 (2019)，第88頁.
11. ↑  このラノ2021 (2020)，第86頁.
12. ↑  このラノ2022 (2021)，第86頁.
13. ↑  このラノ2023 (2022)，第88頁.
14. 1 2  . リアルサウンド. 2023-11-27  [2024-11-23]. （原始内容存档于2024-09-21） （日语）.
15. ↑  このラノ2024 (2023)，第86頁.
16. ↑  このラノ2025 (2024)，第96頁.
17. ↑  . 電ファミニコゲーマー. 2024-11-22  [2024-12-17]. （原始内容存档于2025-04-10） （日语）.
18. ↑  . アニメ！アニメ！. 2023-02-27  [2024-11-23]. （原始内容存档于2024-09-21） （日语）.
19. ↑  . アニメ！アニメ！. 2024-04-30  [2024-11-23]. （原始内容存档于2024-09-21） （日语）.
20. ↑  . CBR.COM. 2024-01-03  [2024-11-23]. （原始内容存档于2024-09-30）.
21. ↑  . Anime Trending.   [2024-11-23]. （原始内容存档于2024-09-21）.

## 外部連結
- GA文庫《關於我在無意間被隔壁的天使變成廢柴這件事》官方網站（日語）
- 電視動畫《關於我在無意間被隔壁的天使變成廢柴這件事》官方網站 CHARACTER（日語）